# Pelargonium tabulare
Pelargonium tabulare är en näveväxtart som först beskrevs av Nicolaas Laurens Nicolaus Laurent Burman, och fick sitt nu gällande namn av L'her.. Pelargonium tabulare ingår i släktet pelargoner, och familjen näveväxter. Inga underarter finns listade i Catalogue of Life.